# Molly Hatchet
Molly Hatchet – amerykański zespół rockowy, reprezentujący nurt southern rock.

## Historia
Nazwa pochodzi od nazwiska legendarnej prostytutki. Grupa powstała w 1975. W jej skład weszło trzech gitarzystów: – Dave Hlubek, Steve Holland i Duane Roland, basista Banner Thomas, perkusista Bruce Crump i wokalista Danny Joe Brown. Pierwszy album Molly Hatchet z 1978 uzyskał status płyty platynowej, kolejny  Flirtin’ with Disaster, sprzedał się w nakładzie dwóch milionów egzemplarzy. Brown opuścił zespół w 1980, zastąpiony przez Jimmy’ego Farrara, który zaśpiewał na kolejnych albumach Beatin’ the Odds i Take No Prisoners. Nie odniosły one sukcesu, Farrar opuścił formację w celu rozpoczęcia kariery solowej, a do Molly Hatchet powrócił Brown. Po komercyjnej porażce albumu  No Guts...No Glory doszło do zmiany brzmienia zespołu na bardziej pop-rockowy, co pokazał album  The Deed Is Done. Po wydaniu tego albumu nastąpiła przerwa w działalności. Zespół powrócił w 1989, bez Hlubka, z płytą Lightning Strikes Twice, która okazała się komercyjną i artystyczną klęską, co spowodowało rozpad zespołu.
Do reaktywacji doszło w połowie lat dziewięćdziesiątych, co dokumentował nowe album studyjne: Devil’s Canyon (1996), Silent Reign of Heroes (1998) i Kingdom of XII (2001) – wszystkie nagrane z udziałem gitarzysty Bobby’ego Ingrama (w zespole od 1987), który zastrzegł nazwę Molly Hatchet jako znak towarowy. Po nagraniu płyty  Warriors of the Rainbow Bridge  (2005) powrócił gitarzysta Dave Hlubek, który wziął udział w nagraniu kolejnego albumu Justice z 2010.
Wszyscy muzycy z oryginalnego składu Molly Hatchet już nie żyją- Brown zmarł w 2005, Roland w 2006, Crump w 2015, Thomas i Hlubek w 2017 a Holland w 2020.

## Dyskografia[2]

### Albumy studyjne
- 1978: Molly Hatchet (Epic)
- 1979: Flirtin’ with Disaster (Epic)
- 1980: Beatin’ the Odds (Epic)
- 1981: Take No Prisoners (Epic)
- 1983: No Guts … No Glory (Epic)
- 1984: The Deed Is Done (Epic)
- 1989: Lightning Strikes Twice (Capitol)
- 1996: Devil’s Canyon (Mayhem)
- 1998: Silent Reign of Heroes (CMC International)
- 2000: Kingdom of XII (Sanctuary)
- 2005: Warriors of the Rainbow Bridge (Steamhammer)
- 2010: Justice (Steamhammer)
- 2012: Regrinding the Axes (Mausoleum (H’ART))

### Albumy koncertowe i kompilacje
- 1985: Double Trouble Live (Epic)
- 1990: Greatest Hits (Epic)
- 2000: Live at the Agora Ballroom, Atlanta, Georgia April 20, 1979 (Phoenix Gems)
- 2003: 25th Anniversary: Best of Re-Recorded (SPV Records)
- 2003: Locked and Loaded – Live (Steamhammer)
- 2003: Greatest Hits Live (King Biscuit Flower Hour Records)
- 2008: Molly Hatchet Southern Rock Masters (Cleopatra)
- 2019: Battleground (Steamhammer)